# Аделхайд (Бургундия)
Вижте пояснителната страница за други личности с името Аделхайд Бургундска.
Аделхайд Бургундска или Аделхайд Меранска (на френски: Alix de Méranie ou Adélaïde de Bourgogne, на италиански: Adelaide di Borgogna, o Alice di Merania; * ок. 1218, † 8 март 1279, Евиан) от Андекската династия-Мерания, е от 1248 г. графиня на Бургундия (Франш Конте) и чрез брак графиня на Савоя (1268 – 1279).

## Произход
Тя е най-голямата дъщеря на Ото I фон Андекс-Мерания († 1234), от 1205 г. херцог на Мерания и като Ото II граф на Бургундия (1211 – 1234) и маркграф на Истрия (1228 – 1230), и на първата му съпруга Беатрис II Бургундска († 1231), пфалцграфиня на Бургундия и внучка на римския император Фридрих I Барбароса. Нейни дядо и баба по бащина линия са Бертхолд IV Мерански, от 1172 г. граф на Андекс, от 1175 г. маркграф на Истрия, също маркграф на Крайна, и от 1183 г. херцог на Мерания, и Агнес фон Рохлиц, а по майчина – пфалцграф Ото I Бургундски и Маргарита от Блоа. Има един брат и четири сестри:
- Ото II († 1248), херцог на Мерания и пфалцграф (Ото III) на Бургундия, съпруг на Елизабет Тиролска
- Агнес († 1263), херцогиня на Австрия и Щирия (1230 – 1243) като съпруга на Фридрих II, и херцогиня на Каринтия (1256 – 1263) като съпруга на Улрих III
- Беатрис (* 1210; † 1271), графиня на Орламюнде като съпруга на Херман II фон Ваймар-Орламюнде
- Маргарета († 1271), маркграфиня на Моравия като съпруга на Пршемисъл от Моравия и графиня във Франкония като съпруга на Фридрих I фон Труендинген
- Елизабет († 1272), бургграфиня на Нюрнберг като съпруга на Фридрих III фон Цолерн

## Биография
През 1230 г. Аделхайд се сгодява за Хуго III дьо Шалон.
Майка ѝ Беатрис умира на 7 май 1231 г. или през 1232 г. и е наследена от сина си Ото, макар че графството продължава да се управлява от баща ѝ Ото I, който след като овдовява се жени за София фон Анхалт, дъщеря на принца на Анхалт Хайнрих I. Тя губи баща си през 1234 г. и брат ѝ Ото го наследява както в титлата „граф на Бургундия“, като Ото III Бургундски, така и в титлата „херцог на Андекс и на Мерания“, като Ото II Мерански.
През 1236 г. се омъжва за граф Хуго III дьо Шалон, син на графа на Шалон и бъдещ владетел на Салан Жан Оксонски Мъдрия от Анскаридите, и на Матилда Бургундска.
Брат ѝ Ото III умира през 1248 г., отровен, и е наследен в Графство Бургундия от Аделхайд и съпруга ѝ. Те делегират бащата на Хуго, граф Жан Оксонски, да управлява графството, а херцогствата Андекс и Мерания се връщат към империята. През следващите години сестрите на Аделхайд със съответните им съпрузи се отказват от всички права над Графство Бургундия: Елизабет със съпруга си Фридрих III фон Нюрнберг, Маргарита със съпруга си граф Фридрих фон Трухендинген, Беатрис със съпруга си Херман II фон Ваймар-Орламюнде.
По време на междуцарствието, за да обуздае претендента Рудолф I Хабсбург, който възнамерява да потвърди васалната зависимост на Графство Бургундия към Източнофранското кралство (опитвайки се да си присвои отново Кралство Арл), тя делегира управлението на своя свекър Жан, който заема поста до смъртта си.
През 1266 г. Аделхайд губи съпруга си Хуго. През 1267 г., след смъртта на своя свекър Жан, 48-годишната Аделхайд се омъжва за Филип I Савойски, бивш архиепископ на Лион (1245 – 1267), бъдещ 13-и граф на Савоя (1268 – 1285) от Савойската династия, който поема регентството във Франш Конте за нейния син Ото IV. Двамата нямат деца. Ото признава пастрока си Филип за граф на Бургундия.
Аделхайд, след като пише завещание през ноември 1278 г., умира в Евиан в От Савоа, на брега на Женевското езеро, на 8 март 1279 г., на около 60-годишна възраст. Погребана е в църквата на абатството в Монтини льо Шерлийо близо до Безансон. Наследена е от сина си Ото като граф на Бургундия, васал на Херцогство Бургундия и на краля на Франция.

## Брак и потомство
Омъжва се два пъти:
∞ 1. 1 ноември 1236 за Хуго дьо Шалон (* ок. 1220, † сл. 12 ноември 1266) от Дом Шалон, господар на Салан, потомък на двата дома на Бургундия: по бащина линия от Анскаридите, а по майчина – от Капетингите, френската кралска къща, от когото има шест сина и шест или седем дъщери:
- Ото IV Бургундски (* 1238/1248, Орнан; † 26 март 1303, Мелюн), господар на Салан (1266 – 1302), пфалцграф на Бургундия (1279 – 1302); ∞ 1. 1263 за Филипа от Бар († 1283), от която има една дъщеря 2. 1285 за Матилда д`Артоа (* ок. 1268, † 27 октомври 1329), от която има един син и две дъщери
- Хуго Бургундски († сл. юни 1312), господар на Мобрисон, Аспремон, Фрасан, Оршамп, Лаван, Жандре, Дампиер, Пор сюр Сон и Шатиойон льо Дюк, генерален наместник на Графство Монбеяр; ∞ 1. 1287 за Бона Савойска (* 1275, † 1300), дъщеря на Амадей V, граф на Савоя 2. за Маргарита дьо Ферет, дъщеря на Улрик II, граф на Ферет
- Стефан Бургундски († 4 април 1299, Рим), викарий
- Райналд Бургундски († 9 август 1322), чрез брак граф на Монбелиар (1282), ∞ 1282 за Вилхемина от Ньошател († 1317), графиня на Монбеяр
- Йохан Бургундски († ок. 1301 – 1302), господар на Монтегю, Монтрон, Фонтъне, Шатьоле, Шезие, Лиел и Фовърне; ∞ пр. май 1296 за Маргарита дьо Бламон, дъщеря на Анри, господар на Бламон, и на съпругата му Кунигунде фон Лайнинген, от когото има син и дъщеря
- Хайнрих Бургундски († сл. 23 юни 1340 в затвора)
- Елизабет Бургундска († 9 юли 1275), ∞ 27 януари 1254 за граф Хартман V фон Кибург († 3 септември 1263), от когото има син и дъщеря; след смъртта му е монахиня във Фрайбург
- Хиполита Бургундска († пр. 1288), господарка на Сен Валие; ∞ 1270 за граф Аймар IV от Поатие († 1319), граф на Валантиноа и на Диоа
- Гуя Бургундска († 24 юни 1316), чрез брак господарка на Пиемонт; ∞ 1274 за Томас III Савойски (* ок. 1250 † 30 април 1282), господар на Пиемонт, от когото има петима сина
- Агнес Бургундска († сл. 1366); ∞ ок. 15 април 1259 за граф Филип II Виенски (ок. 1240 †1303), господар на Пани
- Маргарита Бургундска († сл. 1260), монахиня в Абатство Фонтевро
- Алиса Бургундска († сл. 1260), монахиня в Абатство Фонтевро
- Жаклин Бургундска (неизв.), монахиня в Роморантен (1285), вероятна

∞ 2. 1267 за Филип I Савойски, бивш архиепископ на Лион (1245 – 1267), бъдещ 13-и граф на Савоя (1268 – 1285), от когото няма деца.

### Първични източници
- (LA) Monumenta Germaniae Historica, Scriptores, tomus XVII, tomus XXV, tomus XXIII
- (FR) Recueil des historiens des croisades. Historiens occidentaux. Tome II
- (LA) Archives de la Maison-Dieu de Châteaudun
- (LA) Urkundenbuch des Augustiner Chorherren-Stiftes Neustift in Tirol
- (LA) Layettes du trésor des chartes : de l'année 1224 à l'année 1246
- (LA) Monumenta Boica Vol. VII
- (LA) Cartulaire de Hugues de Chalon (1220 – 1319)
- (LA) Monumenta Zollerana
- (LA) Histoire généalogique des Sires de Salins, Tome I
- (FR) Mémoires et documents inédits pour servir à l’histoire de la Franche-Comté, Tome VIII
- (LA) Recueil des chartes de l'abbaye de Cluny. Tome 6
- (FR) Cartulaire de Saint-Vallier
- (FR) Histoire généalogique de la royale maison de Savoie, tome IV, Partie 1

### Историографска литература
- Paul Fournier, "Il regno di Borgogna o d'Arles dal XI al XV secolo", cap. XI, vol. VII (L'autunno del Medioevo e la nascita del mondo moderno) della Storia del Mondo Medievale, 1981, с. 383 – 410

### Други
- (EN) Foundation for Medieval Genealogy: Conti di Borgogna (ANDECHS-MERANO) - ALIX [Adelheid von Andechs], на fmg.ac
- (EN) Foundation for Medieval Genealogy: Conti di Borgogna (IVREA) - ALIX [Adelheid von Andechs (HUGUES de Chalon)], на fmg.ac
- (EN) Foundation for Medieval Genealogy: Conti di Savoia - ALIX [Adelheid von Andechs (PHILIPPE de Savoie)], на fmg.ac
- (EN) Genealogy: Diessen 1 – Adelheid, на genealogy.euweb.cz
- (EN) Genealogy: Ivrea 2 – Adelheid von Andechs (Hugues), на genealogy.euweb.cz
- (EN) Genealogy: Savoy 1 – Adelheid von Andechs (Filippo I), на genealogy.euweb.cz

|  | Тази страница частично или изцяло представлява превод на страницата Adelaide I di Borgogna в Уикипедия на италиански. Оригиналният текст, както и този превод, са защитени от Лиценза „Криейтив Комънс – Признание – Споделяне на споделеното“, а за съдържание, създадено преди юни 2009 година – от Лиценза за свободна документация на ГНУ. Прегледайте историята на редакциите на оригиналната страница, както и на преводната страница, за да видите списъка на съавторите. ВАЖНО: Този шаблон се отнася единствено до авторските права върху съдържанието на статията. Добавянето му не отменя изискването да се посочват конкретни източници на твърденията, които да бъдат благонадеждни. |

1. 1 2 3  books.openedition.org
2. 1 2  www.google.fr
3. 1 2  books.openedition.org
4. ↑  gallica.bnf.fr
5. ↑  fmg.ac
6. ↑  www.google.fr
7. ↑  www.google.fr
8. ↑  gallica.bnf.fr
9. ↑  gallica.bnf.fr
10. ↑  www.google.fr